# Ирландская хоккейная лига
Ирландская хоккейная лига (англ. Irish Ice Hockey League, IIHL) — хоккейная лига высшего уровня в Ирландии, существовавшая в 2007—2010 годах. Официально лига была основана 20 мая 2007 года, после с успехом прошедшего в апреле в Дандолке Чемпионата мира по хоккею с шайбой III дивизиона, однако любительские лиги существуют с начала 1980-х годов. Состояла из 6 команд. Лига развалилась из-за проблем с финансированием, поскольку входившие в неё клубы были не в состоянии поддерживать арены, на которых они играли. Многие команды либо развалились, либо перешли в рекреационную лигу, поддерживаемую IIHA.

## История
Любительские хоккейные лиги впервые появились в Ирландии в 1980-е годы и не имели централизованного управления вплоть до 2007 года, когда перешли под контроль Федерации хоккея Ирландии, основанной в 1977 году.
После строительства ледового дворца в Дандолке и успеха Чемпионата мира по хоккею с шайбой III дивизиона, который проходил в Дандолке в апреле 2007 года, Ирландская хоккейная ассоциация объявила о создании полностью ирландской хоккейной лиги. До образования лиги единственной хоккейной командой в Ирландии, играющей в хоккейных соревнованиях, была «Белфаст Джайантс» Британской элитной хоккейной лиги. Многим ирландским хоккеистам, стремящимся заниматься спортом на соревновательном уровне, приходилось уезжать за границу.
Официально Ирландская хоккейная лига была образована 20 мая 2007 года пятью командами: Dublin Rams, Dublin Flyers, Belfast City Bruins, Dundalk Bulls и Latvian Hawks. Первым чемпионом первенства в сезоне 2007\08 стал коллектив «Дандолк Буллз» из одноимённого города, обыгравший в финальном матче соперников из «Дублин Рэмс» со счетом 6:3.
Все встречи чемпионата проходили на одной арене в Дандолке.
В 2010 году IIHL начала испытывать серьёзные финансовые проблемы, было невозможно содержать стадионы и команды. Вследствие этого руководители лиги приняли решение о прекращении её существования.

## Команды
- Castlereagh Spartans (Белфаст)
- Dublin Druids
- Dublin Rams (Дублин)
- Dundalk Bulls (Дандолк)
- Dublin Stags
- Dublin Wolves (Дублин) (2008—2009)
- Flyers IHC (Дублин)
- Junior Belfast Giants (2007—2009)
- Dublin Flyers (Дублин) (2007—2009)[3]
- Latvian Hawks (Дублин)
- Belfast City Bruins (Белфаст)
- Dundonald Redwings
- The Halifax Hockey Club
- IceBreakers (2007—2008)
- Charlestown Chiefs

## Чемпионы
- 2007—2008 — Dundalk Bulls
- 2008—2009 — Dundalk Bulls
- 2009—2010 — Charlestown Chiefs